# Terpentin

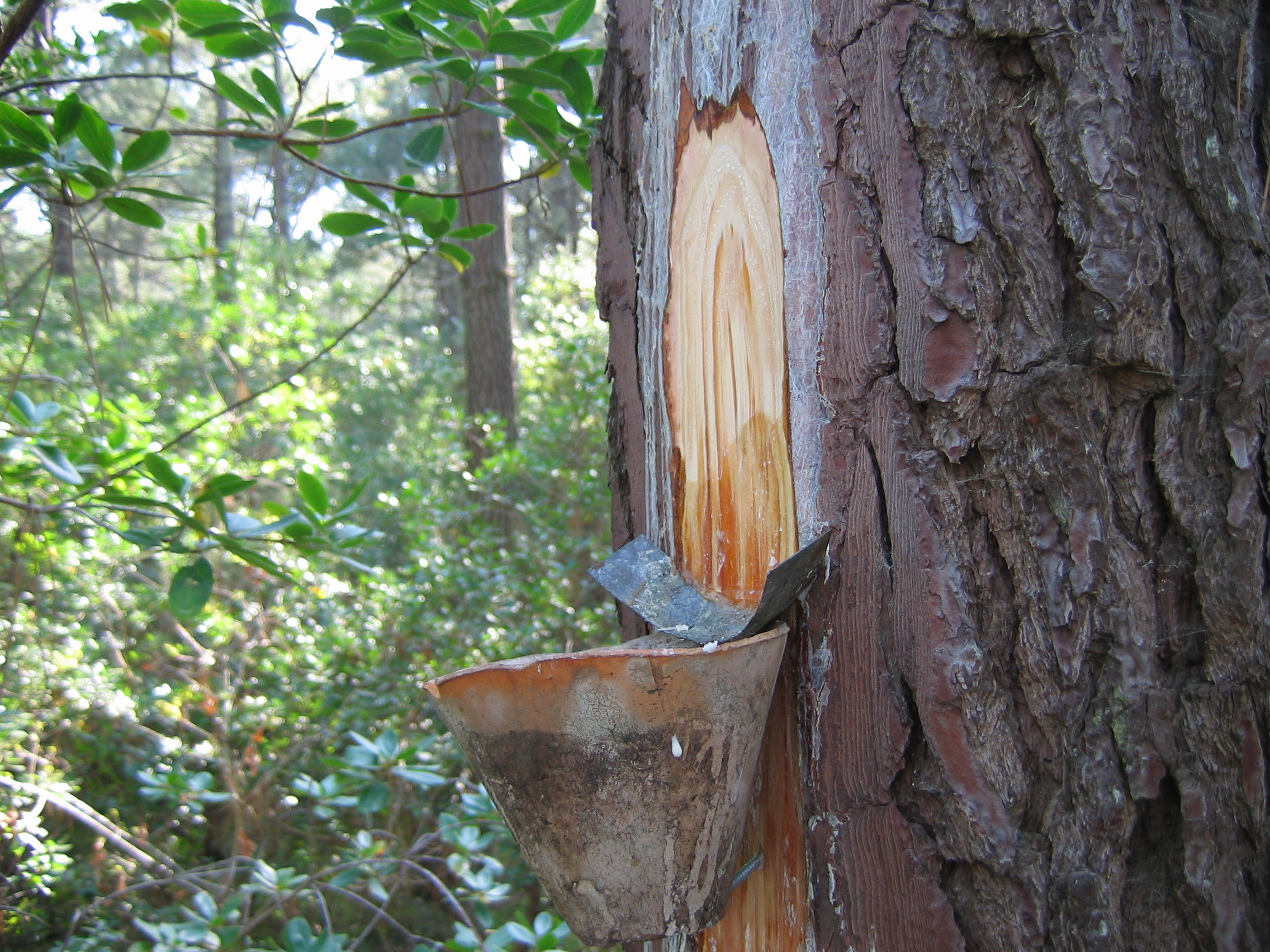
Tappning av terpentin från en tall.

Terpentin (latin terebinthina, av persiska termentin eller turmentin) är ett destillat från framförallt olika arter av barrträ, särskilt olika arter av tall. De är lättflyktiga, eteriska oljor i kvaliteter beroende på råvara och tillverkningssätt och används främst för att späda färg.
Den terpentin som är vanligast förekommande erhålls vid sulfatprocessen för kemisk pappersmassetillverkning. Härvid erhålls terpentinet genom avgasning speciellt från kokare då vedflisen uppvärms med hjälp av ånga respektive med varm koklut. Det avgasade terpentinet avleds och kondenseras till vätskeform. Vidare erhålls en del terpentin i samband med rening av kondensat från massabrukens indunstningsanläggningar i en s.k. stripper- eller avdrivningskolonn. Härvid separeras terpentin från vattenfas genom dekantering.
Roten av tall är rikast på de eteriska oljorna som används för att framställa terpentin och trätjära. Vid tillverkning för eget bruk upphettas splintat virke från tallroten i ett kärl som håller syre från virket under bränningen. De eteriska oljorna och diverse kådämnen tillåts rinna ut från ett rör längst ner i kärlet och samlas in för destillering (separation) av de olika beståndsdelarna.

## Användningsområden
Balsamterpentin används som lösningsmedel, rengöringsmedel och spädningsmedel, framförallt i byggnadsvårdssammanhang tillsammans med linolja, exempelvis som beståndsdel i roslagsmahogny, halvolja, eller till spädning/viskositetsförbättrare till linoljefärg.